# Mittelkanal (Merseburg)
Der Mittelkanal, auch Mittelkanal Merseburg oder Umgehungskanal Merseburg genannt, ist ein nicht vollendetes Wasserstraßenprojekt im Stadtgebiet der Dom- und Hochschulstadt Merseburg an der Saale im südlichen Sachsen-Anhalt. Der Mittelkanal sollte das Stadtgebiet von Merseburg mit einer Länge von rund 3,3 Kilometern umgehen. Im nicht fertiggestellten Kanal gibt es die ebenfalls unvollendete Schleuse Werder am Kilometer 1,81 der einst geplanten Wasserstraße.

## Geschichte
Die Nutzung der Saale für Güter- oder Personentransporte ist seit 981 urkundlich belegt. In Chroniken der Saaleschifffahrt wird berichtet, dass bereits in der zweiten Hälfte des 14. Jahrhunderts das Wasser des Flusses Saale angestaut wurde. Die angestaute Wassermenge wurde zum Betrieb von Mühlen bzw. zum Flößen genutzt. Am 21. Oktober 1530 erteilte Kaiser Karl V. dem Erzstift Magdeburg das Privileg der freien Schifffahrt auf der Saale und die Erlaubnis, den Fluss auszubauen. Erste hölzerne Schleusen dienten den Schiffern zur Bewältigung des Frachtverkehrs. Fürst Wolfgang von Anhalt, Regent über Bernburg, schloss 1559 auf Drängen des Erzbischofs Sigismund einen Vertrag zum Ausbau und Sicherung der Saaleschifffahrt ab. Erst knapp 100 Jahre später, ab dem Jahre 1790 wurde die Saaleschifffahrt weiter ausgebaut. Der Kurfürst von Sachsen, Friedrich August III. ordnete an, die obere Saale und die Unstrut schiffbar zu machen. Im Rahmen des Wasserstraßenausbaues Elbe/Saale wurde die Gesamtlänge durch Begradigungen in den Jahren 1933 bis 1942 von 427 Kilometer auf rund 413 Kilometer verkürzt. Von km 124,16 bei Bad Dürrenberg bis km 0,00 Mündung in die Elbe (bei km 290,78) ist die Saale eine Bundeswasserstraße.

## Beschreibung
Der Mittelkanal gehört zu dem 1933 begonnenen und 1943 eingestellten Kanalprojekt, das die Schifffahrt auf der Saale verbessern sollte. Zu diesem Projekt gehörte auch der Saale-Elster-Kanal, der die Weiße Elster in Leipzig mit der Saale bei Leuna verbinden und somit Leipzig über Saale und Elbe an das norddeutsche Wasserstraßennetz und über Hamburg an die Nordsee anbinden sollte. Der Kanal war für Schiffe bis 1000 Tonnen Tragfähigkeit geplant, was etwa der heutigen Binnenschifffahrtsklasse IV entspricht. Der Mittelkanal als Umgehungskanal mit einer Schleppzugschleuse sollte die Schleusen Merseburg–Meuschau und die Rischmühlenschleuse umgehen. Er zweigt ab im Oberwasser der Rischmühlenschleuse und trifft im Unterwasser der Schleuse Merseburg–Meuscha wieder auf die Saale. Mit der Schleuse Werder sollten die Fallhöhen der beiden alten Schleusen zusammengefasst werden. Die Fallhöhe in der neuen Schleuse hätte im Mittel etwa 4,20 Meter betragen. Bedingt durch den Beginn des Zweiten Weltkriegs blieben die Arbeiten unvollendet. Die Sohle des Kanals wurde nicht vollständig ausgebaggert und der Schleuse fehlen die Tore.

## Brücken
Über den unvollendeten Kanal führen heute drei Brücken. Im Süden der Stadt Merseburg bei km 1,81 des Mittelkanal befindet sich eine 1939 erbaute Straßenbrücke. Diese gehört baulich zur unvollendeten Schleuse, führt die Werderstraße über den Mittelkanal und verbindet den Ortsteil Gut Werder mit Merseburg. Ihre Gesamtlänge beträgt 15,35 Meter. Die Fahrbahn ist etwa 5,40 Meter breit. Ihre Höhe wird mit 8,87 m angegeben.
Im Jahr 1996 wurde in Merseburg bei Kanalkilometer 0,15 die Fußgängerbrücke Meuschau gebaut. Sie befindet sich kurz vor der Einmündung des Kanals in die Saale am Flusskilometer 113,10. Bei der Fußgängerbrücke handelt es sich um eine Balkenbrücke aus Holz mit einem Mittelträger. Die Gesamtlänge der Brücke beträgt 49,20 Meter und die Breite 2,50 Meter. Ihre Höhe wird mit 6,90 Meter beschrieben. Die Brücke ermöglicht es Fußgängern und Radfahrern, den Kanal zwischen Meuschau und Merseburg zu queren.
Die dritte Brücke wurde für die Bundesstraße 181 in Verlängerung des Neumarktes angelegt. Hier befand sich zuvor der Teufelstümpel, den ebenfalls eine Brücke überquerte. Die Stabbogenbrücke von 1938, die einen Metallfachwerkbogen aufwies, ersetzte im Jahr 1997 ein schlichterer Bau. Auf der Nordseite gibt es seit dem Jahr 2017 einen zusätzlichen Radwegüberbau.

## Bilder

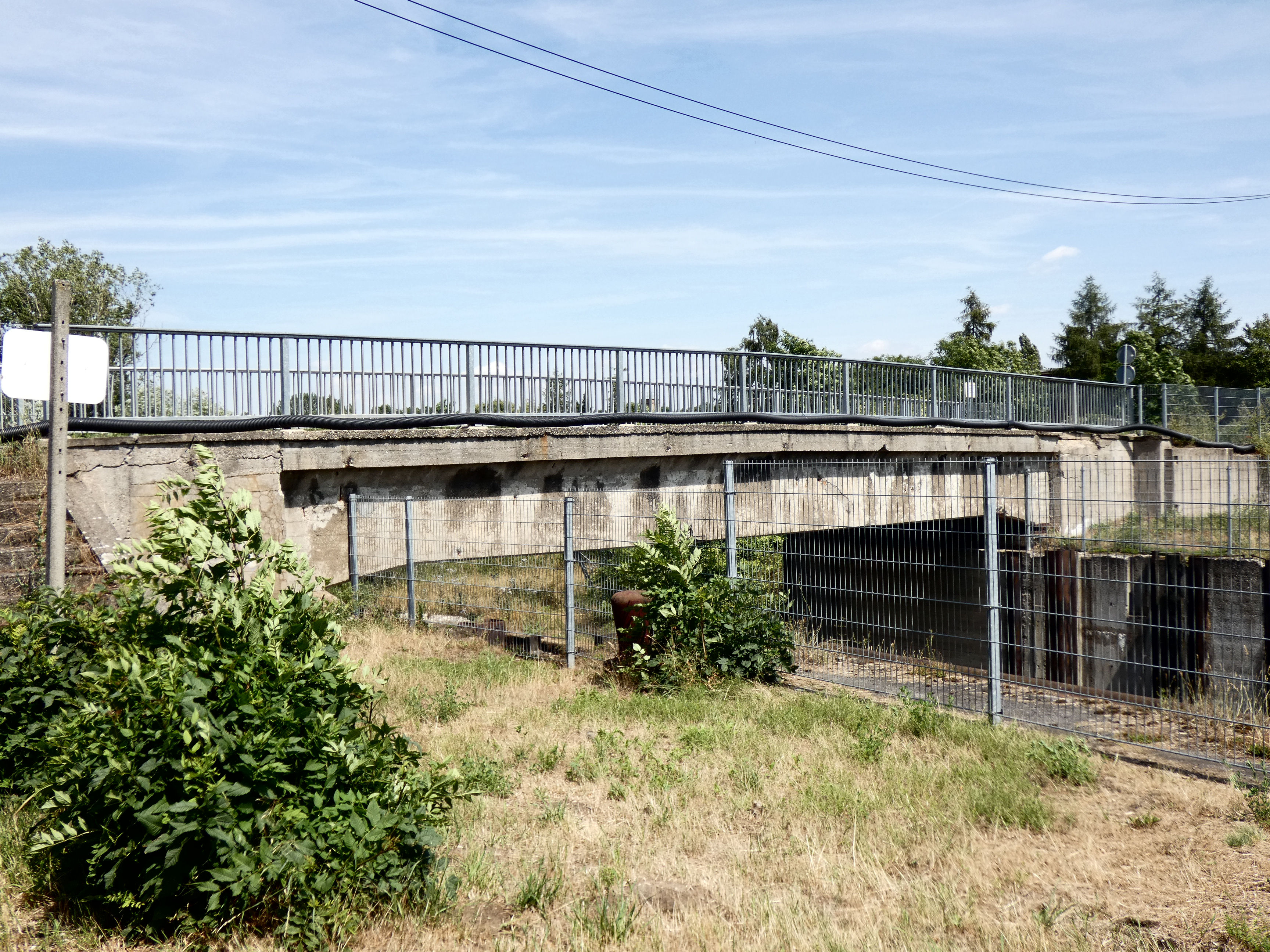
Brücke über den Mittelkanal an der Schleuse Werder (Werderstraße), Merseburg
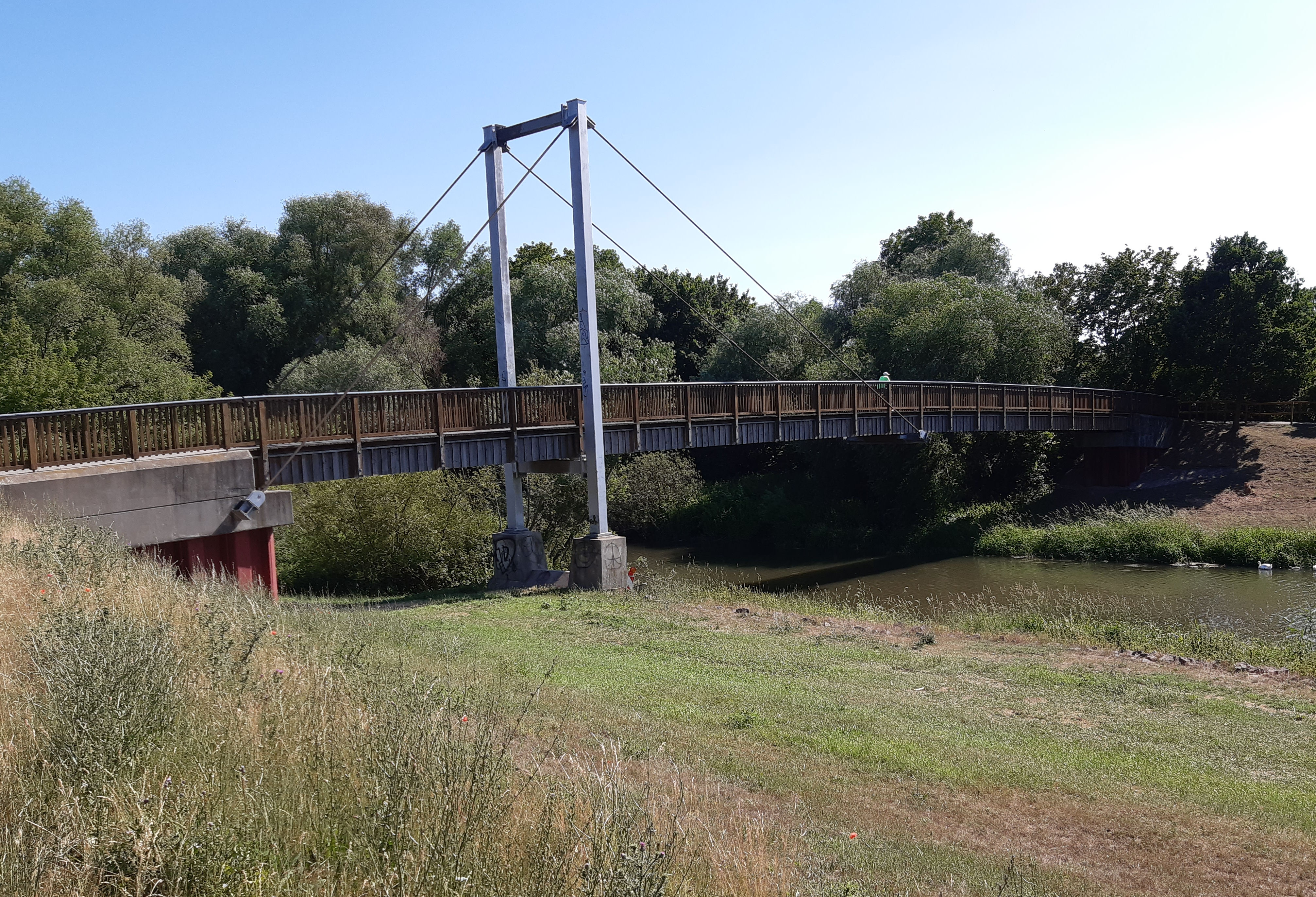
Fußgängerbrücke Meuschau über den Mittelkanal, errichtet 1996